# Серьёзные шестнадцатилетние
«Серьёзные шестнадцатилетние» (англ. Serious Sixteen) 1909 — американский короткометражный художественный фильм Дэвида Гриффита c участием Мэри Пикфорд.

## Сюжет
Том и Адель влюблены друг в друга и решают пожениться. Папа дал согласие, но попросил подождать 4 года. Влюбленные не согласны с этим решением и, чтобы прекратить невыносимое существование, договариваются о совместном самоубийстве. Им не хватает мужества осуществить это, поэтому они решают сбежать вместе. В то время, как Адель собирает свои вещи, парочка очаровательных мисс оказывает нервничающему Тому чрезмерное внимание ради забавы. Адель вернулась и застала сцену, которая вызвала у нее приступ ревности, она оставила несчастного Тома в плену у озорниц. По дороге домой она приняла решение оставить мир и вступить в Армию Спасения. Узнав об этом, Том тоже решил вступить на религиозную стезю и стать монахом. Для подтверждения свей решимости они оба заказали монашеские одеяния. Но решимость Адель пошатнулась, когда папа подарил ей шляпку с широкими полями. Когда она примеряла шляпку, вошел Том и, видя её отступничество, он тоже решил отказаться от решения стать монахом, рассудив, что лучше подождать 4 года, чем страдать так, как они страдали в течение этого одного дня. 

## В ролях
- Уильям Дж. Батлер — отец
- Билли Кирк — Том
- Флоренс Баркер — Адель
- Клара Брайс
- Френсис Дж. Грэндон
- Флоренс Ла Бади
- Мэй Марш
- Оуэн Мур
- Лотти Пикфорд
- Мэри Пикфорд
- Мак Сеннет
- Мэйбл ван Бьюрен

## Интересные факты
- Премьера фильма в мире: 21 июля 1910.